# Черятов, Георгий Кузьмич
Гео́ргий (Его́р) Кузьми́ч Черятов  (2 апреля 1873, село Костино, Дмитровский уезд, Московская губерния — 3 июня 1947, Москва) — русский ювелир, заведующий серебряным отделением московской ювелирной фирмы «Лорие».

## Биография
Родился в крестьянской семье. В справочной книге о лицах, получивших купеческие и промысловые свидетельства,  впервые упоминается в 1900 году, как «имеющий серебряное заведение». С этого момента начинается его многолетнее сотрудничество с Фёдором Лорие.
После революции работал кустарем по починке примусов до 1923 года. В том же году открыл мастерскую по изготовлению серебряных вещей с пятью рабочими. В 1927 году был лишен избирательных прав за применение рабочей силы. После закрытия мастерской в Москве в 1930 году до конца 1931 года работал дома кустарем одиночкой. С 1932 года в Торгсине. На момент ареста в 1937 году работал техническим руководителем Покровского филиала Московской фабрики Союзювелирторга.
В 1930 году органами ОГПУ арестовывался вместе с женой по изъятию ценностей. Был повторно арестован по этому же делу в 1933 и 1934 году - при этом все ценности были изъяты еще в 1930 году. 21 августа 1937 был арестован по обвинению в «контрреволюционной агитации против проводимых мероприятий партии и правительства, высказывание пораженческих настроений». 10 октября 1937 года тройка при Управлении НКВД СССР по Московской области приговорила Черятова к 10 годам лишения свободы в исправительно-трудовом лагере. Отбывал срок в Северодвинском ИТЛ (г. Вельск, Архангельской области) с 21 августа 1937 по 15 мая 1943. Был освобожден досрочно с высылкой в Чистопольский район Татарской АССР.
Скончался 3 июня 1947 года в Москве. Похоронен на Преображенском кладбище.
Посмертно реабилитирован 30 декабря 1957 года Президиумом Московского областного суда за недоказанностью предъявленного обвинения.

## Работы
Изделия Георгия Кузьмича Черятова хранятся во многих российских музеях и частных коллекциях. Его произведения регулярно появляются на российских и западных аукционах. Крупнейшая коллекция произведений Георгия Черятова хранится в частном музее "Собрание" Давида Якобашвили.

## Семья
- Дочь — Зоя Георгиевна Черятова (1909-2005), советская теннисистка и тренер по теннису.
- Внук — Павел Семёнович Белиц-Гейман (1948-2021), советский и российский журналист, дипломат.